# ولتژه
ولتژه (به چکی: Veltěže) یک منطقهٔ مسکونی در جمهوری چک است که در Louny District واقع شده‌است.

## خصوصیات
ولتژه ۴٫۶۷ کیلومترمربع مساحت و ۴۰۴ نفر جمعیت دارد و ۲۰۰ متر بالاتر از سطح دریا واقع شده‌است.